# Columbus (Indiana)
Columbus ist eine City im Zentrum des US-Bundesstaats Indiana und liegt etwa 60 km südlich der Staatshauptstadt Indianapolis. Sie gehört zum Bartholomew County und ist dessen County Seat. Die Stadt hat eine Fläche von 68,3 km² und 50.474 Einwohner (2020).

## Einwohnerentwicklung
| Jahr       | 1980   | 1990   | 2000   | 2010   | 2020   |
| ---------- | ------ | ------ | ------ | ------ | ------ |
| Einwohner¹ | 30.614 | 31.802 | 39.059 | 44.061 | 50.474 |

¹ Volkszählungsergebnisse

## Kultur und Sehenswürdigkeiten
Bemerkenswert ist in Columbus, IN (nicht zu verwechseln mit dem erheblich größeren Columbus, OH) vor allem die für eine Stadt von dieser Größe erstaunlich hohe Anzahl von Werken der modernen Architektur, wie auch in dem Film Columbus zu sehen.

## Wirtschaft und Infrastruktur
Columbus ist der Hauptsitz von Cummins, dem Hauptarbeitgeber der Region.
Der U.S. Highway 31 durchquert das Stadtgebiet in Nord-Süd-Richtung. Beinahe parallel verläuft westlich der Innenstadt der Interstate 65. Beide verbinden Columbus mit den Großstädten Indianapolis und Louisville.

## Städtepartnerschaften
Partnerstädte von Columbus sind:
- Löhne, Deutschland, seit 1994
- Miyoshi, Japan, seit 1994
- Wuxi, Volksrepublik China, seit 2008
- Xiangyang, Volksrepublik China, seit 2011

## Söhne und Töchter der Stadt
- Kate Bruce (1860–1946), Schauspielerin der Stummfilmzeit
- Brian Lane Green (* 1962), Schauspieler, Sänger und Regisseur
- Timothy Hittle (* 1958), Animator
- Debbi Lawrence (* 1961), Geherin
- Roy M. Marshall (1923–2002), Generalmajor der United States Air Force und Geschäftsmann
- Scott McNealy (* 1954), Vorstandsvorsitzender von Sun Microsystems
- Mike Pence (* 1959), 48. Vizepräsident der Vereinigten Staaten von Amerika
- Tony Stewart (* 1971), NASCAR-Fahrer